# Adam Clayton Powell
Adam Clayton Powell è un documentario del 1989 diretto da Richard Kilberg candidato al premio Oscar al miglior documentario.